# Відкритий чемпіонат США з тенісу 1987
Відкритий чемпіонат США з тенісу 1987 проходив з 1 вересня по 14 вересня 1987 року на відкритих кортах Тенісного центру імені Біллі Джин Кінг у парку Флашинг-Медоуз у районі Нью-Йорка Квінз. Це був четвертий, останній турнір Великого шолома календарного року.

## Огляд подій та досягнень
Іван Лендл виграв чоловічий одиночний турнір чемпіонату США втретє поспіль. Це була заразом його шоста перемога в турнірах Великого шолома й третя в Нью-Йорку. 
Мартіна Навратілова здобула «потрійну корону» — виграла одиночні змагання, парний жіночий турнір та мікст. З початку відкритої ери таке сталося втретє.  Вона довела загальну кількість своїх титулів Великого шолома до 47 і стала 12-разовою чемпіонкою США.

## Результати фінальних матчів

### Дорослі
| Одиночний розряд. Чоловіки        |                              |                                   |
| Іван Лендл                        | Матс Віландер                | 6–7(7–9), 6–0, 7–6(7–4), 6–4      |
|                                   |                              |                                   |
| Одиночний розряд. Жінки           |                              |                                   |
| Мартіна Навратілова               | Штеффі Граф                  | 7–6(7–4), 6–1                     |
|                                   |                              |                                   |
| Парний розряд. Чоловіки           |                              |                                   |
| Стефан Едберг Андерс Яррід        | Кен Флек Роберт Сегусо       | 7–6(7–1), 6–2, 4–6, 5–7, 7–6(7–2) |
|                                   |                              |                                   |
| Парний розряд. Жінки              |                              |                                   |
| Мартіна Навратілова Пем Шрайвер   | Кеті Джордан Елізабет Смайлі | 5–7, 6–4, 6–2                     |
|                                   |                              |                                   |
| Мікст                             |                              |                                   |
| Мартіна Навратілова Еміліо Санчес | Бетсі Нагелсен Пол Аннакон   | 6–4, 6–7(6–8), 7–6(14–12)         |
|                                   |                              |                                   |

### Юніори
| Одиночний розряд. Хлопці       |                        |               |
| Девід Вітон                    | Андрій Черкасов        | 7–6, 6–0      |
|                                |                        |               |
| Одиночний розряд. Дівчата      |                        |               |
| Наташа Звєрєва                 | Сандра Берч            | 6–0, 6–3      |
|                                |                        |               |
| Парний розряд. Хлопці          |                        |               |
| Горан Іванишевич Дієго Наргісо | Зішан Алі Бретт Стівен | 3–6, 6–4, 6–3 |
|                                |                        |               |
| Парний розряд. Дівчата         |                        |               |
| Мередіт Макграт Кімберлі По    | Кім Ір Сун Ван Шітін   | 6–4, 7–5      |
|                                |                        |               |